# 도롱이

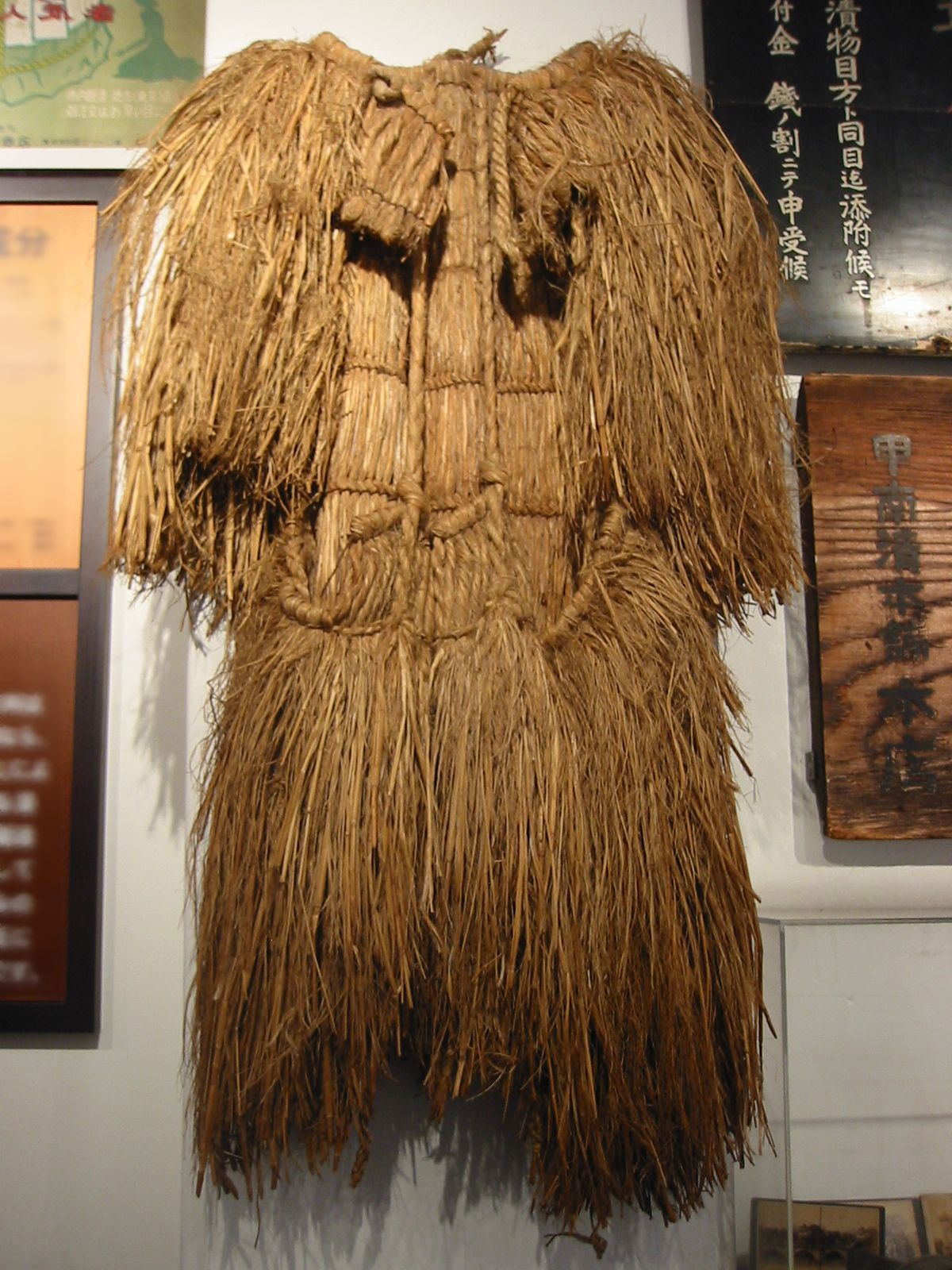
일본의 도롱이.

도롱이는 벼과 식물의 짚이나 띠 등을 엮어 만든 비옷으로 머리에는 삿갓을 쓴다.
볏짚처럼 발수성이 있는 섬유에는 물이 스며들지 않고, 그대로 흘러내린다. 이런 원리를 이용하여 고대부터 비를 피하는 우의로 널리 쓰였다. 도롱이를 볼 수 있는 지역은 중국의 강남 지방, 한국, 일본, 베트남 등이다.

## 같이 보기
- 삿갓